# Kristie Mewis
Kristen Anne Mewis, (Weymouth, Massachusetts, Estados Unidos; 25 de febrero de 1991) es una futbolista estadounidense que juega como centrocampista en el West Ham United de la Women's Super League inglesa. Aparte de su carrera futbolística es pareja de la futbolista Sam Kerr.
En Estados Unidos ha jugado en Boston College Eagles (NCAA, 2009-12), el FC Kansas City (NWSL, 2013) y el Boston Breakers (2014-15). También ha jugado en Australia con el Canberra United FC (2013), en Japón con las Iga Kunoichi (2014) y en Alemania con el Bayern Múnich (2015). Volvió en 2016 al Boston Breakers. En 2017 jugó para Washington Spirit y Chicago Red Stars, para recalar finalmente en Houston Dash, equipo en el que milito hasta 2021. Desde esa temporada milita en el Gotham FC de NY/NJ.
En 2013 debutó con la selección estadounidense. Antes jugó el Mundial sub-17 2008 (subcampeona) y el Mundial sub-20 2010. Es hermana de la también futbolista Sam Mewis.

## Estadísticas

### Clubes
| Club                        | País           | Año               |
| --------------------------- | -------------- | ----------------- |
| Canberra United FC          | Australia      | 2013              |
| FC Kansas City              | Estados Unidos | 2013              |
| Boston Breakers             | Estados Unidos | 2014 - 2016       |
| Iga FC Kunoichi (préstamo)  | Japón          | 2014              |
| Bayern de Múnich (préstamo) | Alemania       | 2015 - 2016       |
| Washington Spirit           | Estados Unidos | 2017              |
| Chicago Red Stars           | Estados Unidos | 2017              |
| Houston Dash                | Estados Unidos | 2017 - 2021       |
| Gotham FC                   | Estados Unidos | 2021 - 2023       |
| West Ham United             | Inglaterra     | 2023 - actualidad |

| Temporada | Equipo            | Min. Jugados | Partidos jugados | Goles |
| --------- | ----------------- | ------------ | ---------------- | ----- |
| 2012/2013 | Canberra united   | 180          | 2                | 2     |
| 2013      | Kansas City       | 1905         | 21               | 1     |
| 2014      | Boston Breakers   | 1232         | 17               | 3     |
| 2015      | Boston Breakers   | 1785         | 20               | 6     |
| 2015/2016 | Bayern München    | 314          | 7                | 1     |
| 2016      | Boston Breakers   | 1123         | 14               | 1     |
| 2017      | Washington Spirit | 898          | 14               | 2     |
| 2017      | Chicago Red Stars | 81           | 1                | 1     |
| 2017      | Houston Dash      | 444          | 5                | 0     |
| 2018      | Houston Dash      | 919          | 11               | 2     |
| 2019      | Houston Dash      | 1818         | 22               | 4     |
| 2020      | Houston Dash      | 359          | 4                | 2     |
| 2021      | Houston Dash      |              |                  |       |
| 2022      | Gotham FC         |              |                  |       |
| 2023      | Gotham FC         |              |                  |       |
| Total     |                   | 11.058       | 138              | 25    |

## Palmarés

### Títulos internacionales
| Título           | Equipo         | Sede  | Año  |
| ---------------- | -------------- | ----- | ---- |
| Juegos Olímpicos | Estados Unidos | Tokio | 2020 |

(*) Incluyendo la Selección